# Mausolée royal d'Oplenac
Le mausolée royal d'Oplenac (en serbe cyrillique : Црква-маузолеј на Опленцу ; en serbe latin : Crkva-mauzolej na Oplencu), connu également sous le nom d'église Saint-Georges, est un édifice religieux orthodoxe de Serbie qui abrite la nécropole de la dynastie des Karađorđević qui a régné sur la principauté, puis royaume de Serbie, enfin sur le royaume des Serbes, Croates et Slovènes et le royaume de Yougoslavie aux XIXe et XXe siècles. En raison de son importance, l'édifice figure sur la liste des monuments culturels d'importance exceptionnelle de la république de Serbie (identifiant no SK 261).

## Situation
Le mausolée se situe près de la ville de Topola, sur une colline boisée appelée Oplenac, à 80 kilomètres au sud de Belgrade. 

## Histoire

### Avant le monument
Au XIXe siècle, la région est couverte de bois. Le terme Oplenac dérive probablement de « oplen », qui désigne des pièces de bois utilisées sur les voitures. Karađorđe s'y installe, plante des vignobles et des vergers et établit la défense de la ville voisine de Topola. Son fils Alexandre Karađorđević construit de nouveaux bâtiments et renouvelle les vignobles et les vergers de son père. Cependant, il faut attendre l'arrivée du roi Pierre Ier pour que cet endroit obtienne sa véritable importance.

### Construction
Devenu roi de Serbie en 1903, Pierre Ier choisit un point élevé, à 337 mètres d'altitude, au-dessus de Topola pour l'emplacement de son église Saint-Georges. L'emplacement est mesuré par des experts en géodésie afin que l'autel soit situé face à l'est selon la tradition orthodoxe. En 1907, la première pierre est posée et la charte dédiée à saint Georges est placée dans les fondations. Un concours est alors organisé, dont le vainqueur est l'architecte Nikola Nestorović. Après une discussion d'experts longue et animée, principalement en ce qui concerne la demande de monumentalité en style byzantin serbe et à la suite du refus par le roi de la solution proposée, un nouvel appel d'offres est lancé en 1909. 
Le comité de sélection choisit alors le projet du jeune architecte Kosta J. Jovanović. Le 1er mai 1910, la construction commence et le 1er septembre, les fondations et la crypte de l'église sont réalisées. En 1911, la construction progresse rapidement et la coupole de l'édifice est achevée. La façade de l'église est faite de marbre blanc qui est acheminé de la montagne proche de Venčac, encore célèbre aujourd'hui pour son beau marbre d'un blanc exceptionnel. Bien que non achevée, l'église est consacrée par le métropolite de Serbie Dimitrije le 23 septembre 1912. Pendant les guerres balkaniques de 1912-1913 puis la Première Guerre mondiale, la construction de l'église est interrompue.
Lors de l'occupation de la Serbie par l'Autriche-Hongrie au cours de l'hiver 1915, l'église est pillée. La couverture de cuivre est retirée de la coupole, du toit et des portails. Les équipements électriques de l'éclairage sont également enlevés ainsi que les cloches. Beaucoup de vitraux sont brisés ainsi que des petites colonnes de marbre et des ornements. Prétextant que d’importants dossiers auraient pu être dissimulés dans les tombes royales, celles-ci sont profanées par les occupants.
De retour dans sa patrie libérée, Pierre Ier prend le titre de roi des Serbes, Croates et Slovènes mais il n'est pas en mesure de voir l'achèvement de son œuvre. Il meurt le 16 août 1921 et son fils et successeur Alexandre Ier fait achever l'église avec quelques modifications sur le plan initial.
Après la restauration de la crypte par Kosta J. Jovanović, l'iconostase est reconstituée, cependant qu'un nouveau toit en cuivre avec les bords dorés sur le dôme est posé. Les cloches sont refaites par la fonderie Paccard d'Annecy-le-Vieux en France, les mosaïques par l'entreprise Puhl & Wagner à Berlin et le lustre en bronze par l'entreprise Luks à Zagreb. L'église est une nouvelle fois consacrée en septembre 1930. Des services religieux ont lieu jusqu'en 1947. Par la suite, l'église est déclarée monument culturel exceptionnel et ouverte aux visiteurs. Le mausolée d'Oplenac est ajouté à la liste des monuments culturels d'importance exceptionnelle de Serbie en 1979 et est désormais protégé par la Serbie.

## Mausolée royal

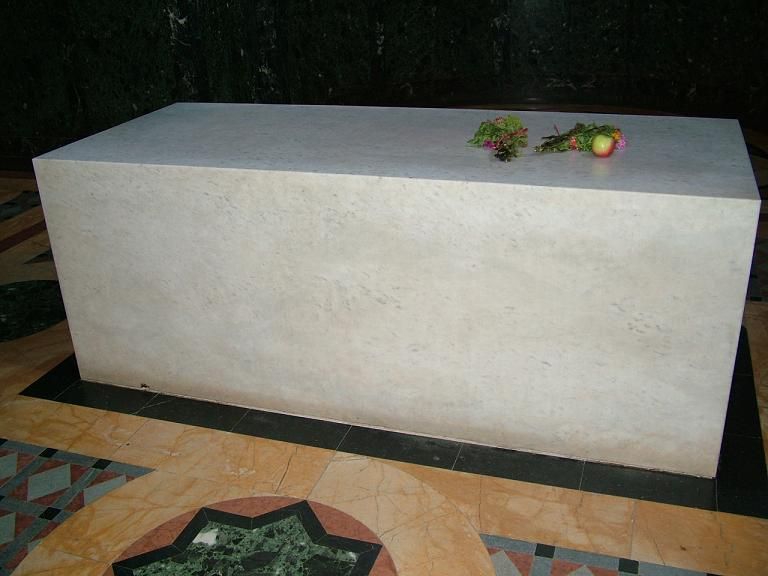
Tombeau de Karađorđe (Karageorges).

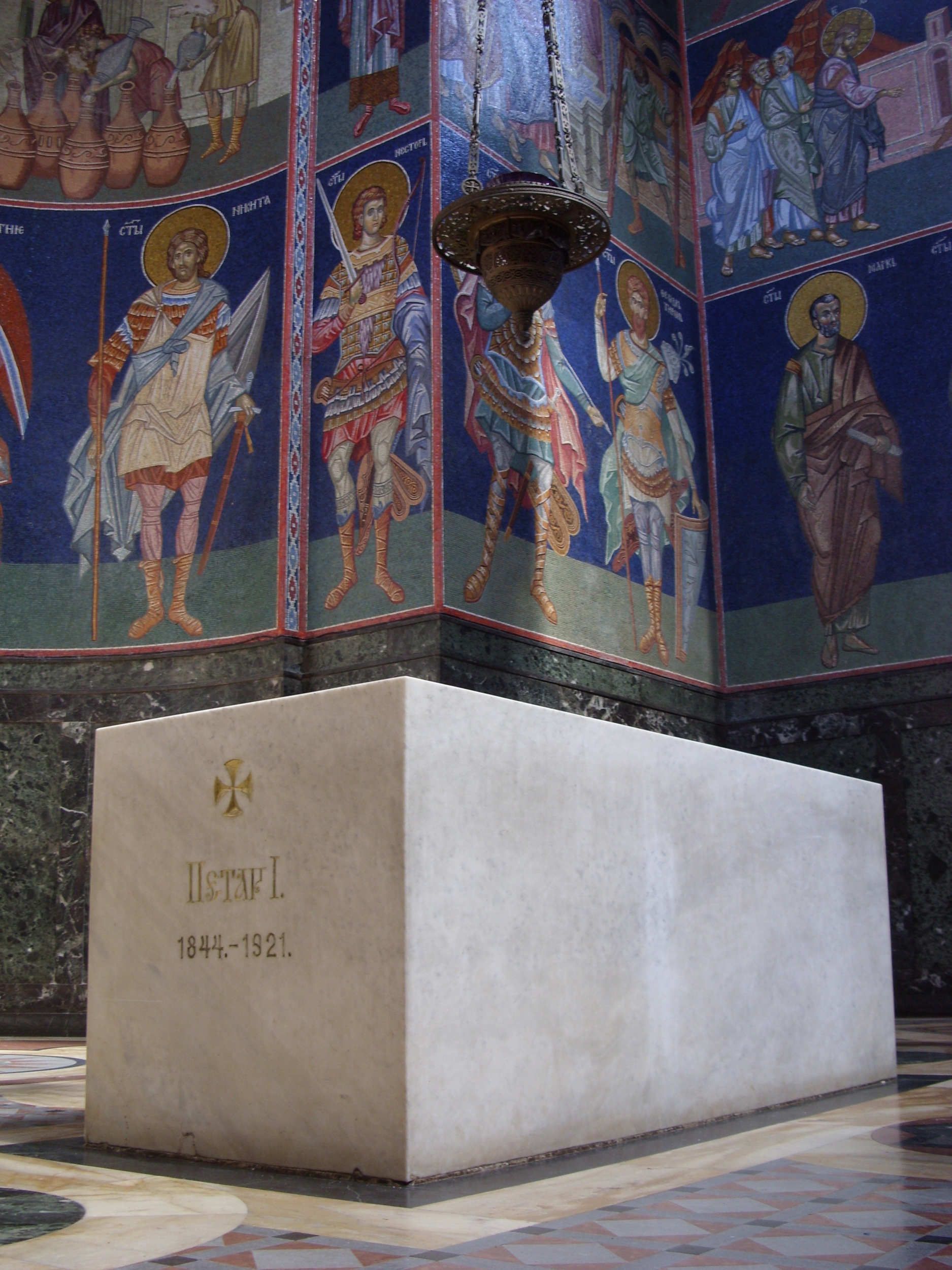
Tombeau de Pierre Ier de Serbie.

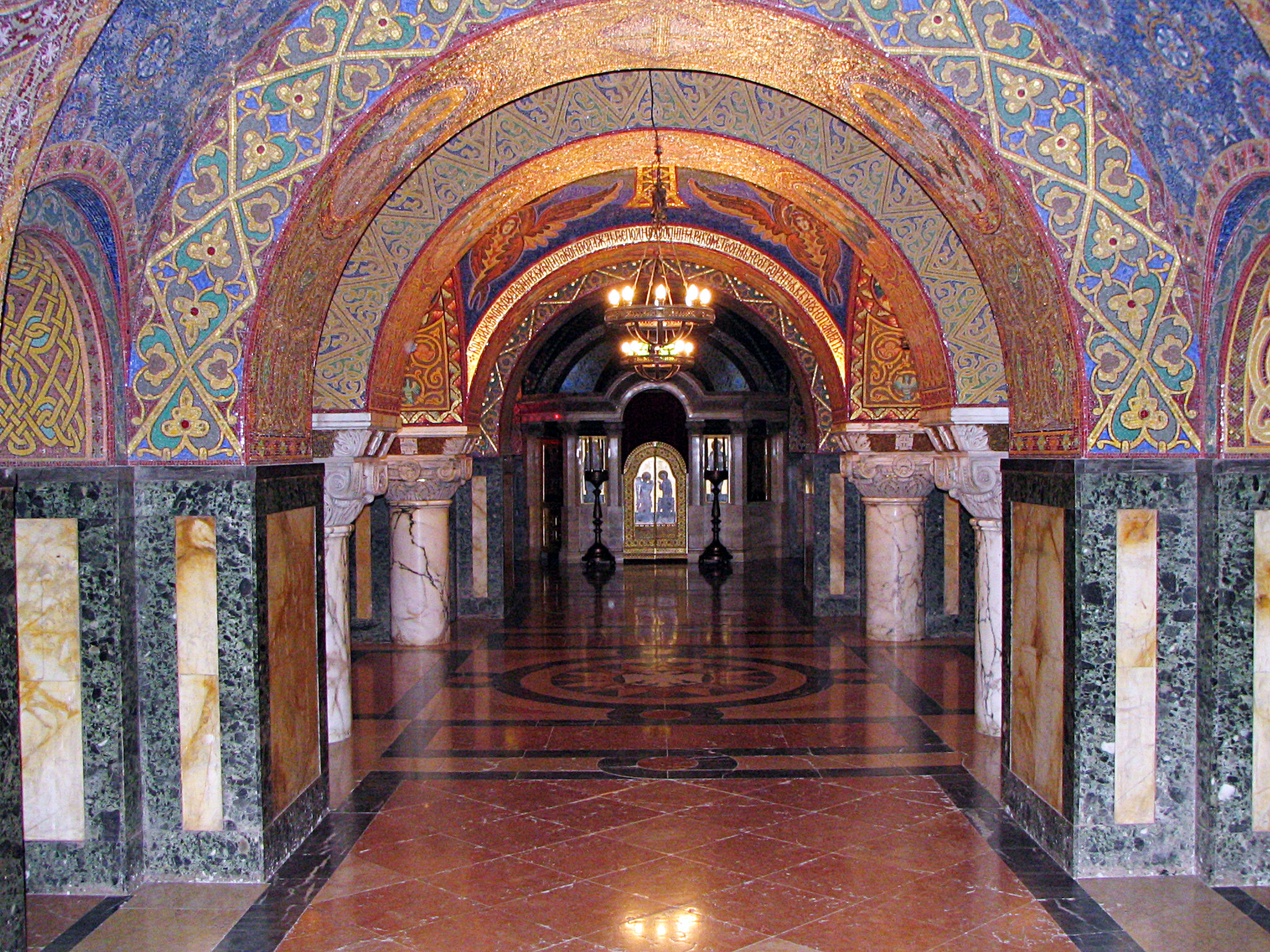
Vue de la crypte royale.

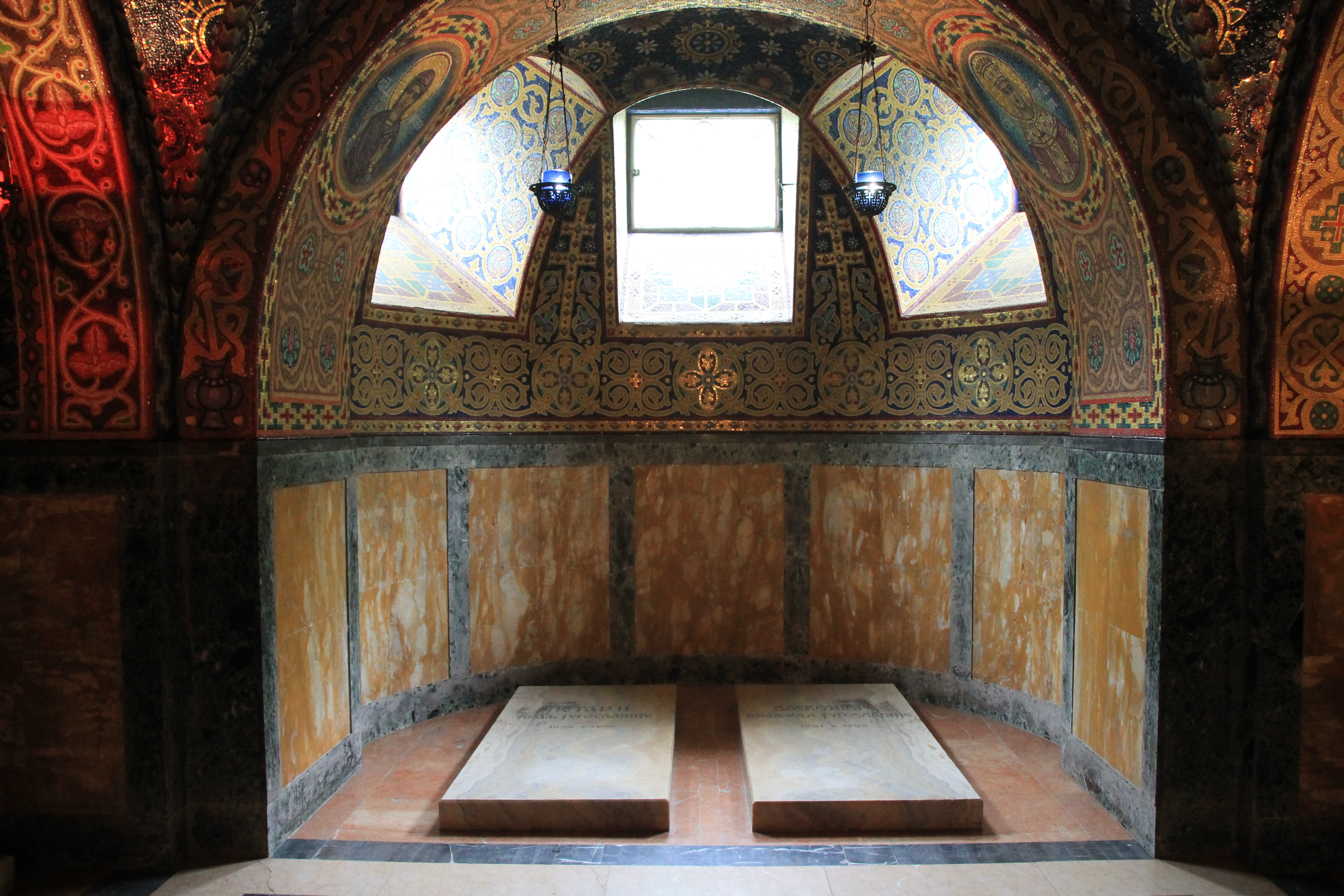
Tombes de Pierre II de Yougoslavie et d'Alexandra de Grèce.

### Dans le transept
1. Karađorđe, prince de Serbie, fondateur de la dynastie (14 septembre 1752 - 24 juillet 1817) (fils de Petar Jovanović et de Marica Živković), au sud
2. Pierre Ier de Serbie, roi de Serbie puis des Serbes, Croates et Slovènes (29 juin 1844 - 16 août 1921) (fils d'Alexandre Karađorđević et de Persida Nenadović), au nord

### Dans la crypte royale
Dans la crypte se trouvent les tombes d'une trentaine d'autres membres de six générations de la famille royale.
1. Marica Živković (Morte en 1809) (épouse de Petar Jovanović, mère de Karađorđe)
2. Jelena Jovanović, princesse consort de Serbie (1765/1771 – 8 février 1842) (épouse de Karađorđe)
3. Alexandre Karađorđević, prince de Serbie (11 octobre 1806 - 4 mai 1885) (fils d'Alexandre Karađorđević et de Persida Nenadović)  Inhumé à Vienne en Autriche, il fut réinhumé en 1911 dans la crypte royle
4. Persida Nenadović, princesse consort de Serbie (15 février 1813 - 29 mars 1873) (épouse d'Alexandre Karađorđević)  Inhumée à Vienne en Autriche, elle fut réinhumée en 1911 dans la crypte royle
5. Persida-Ida Nikolajević (1869 - 30 juin 1945) (petite-fille d'Alexandre Karađorđević et de Persida Nenadović)
6. Kleopatra de Serbie, princesse de Serbie (26 novembre 1835 - 13 juillet 1855) (fille d'Alexandre Karađorđević et de Persida Nenadović)
7. Aleksa de Serbie, prince de Serbie (23 mars 1836 - 21 avril 1841) (fils d'Alexandre Karađorđević et de Persida Nenadović)
8. Svetozar de Serbie, prince de Serbie (1841 - 17 mars 1847) (fils d'Alexandre Karađorđević et de Persida Nenadović)
9. Jelena de Serbie, princesse de Serbie (18 octobre 1846 - 26 juillet 1867) (fille d'Alexandre Karađorđević et de Persida Nenadović)
10. Andrej de Serbie, prince de Serbie (15 septembre 1848 - 12 juillet 1864) (fils d'Alexandre Karađorđević et de Persida Nenadović)
11. Jelisaveta de Serbie, princesse de Serbie (27 février 1850 - 1er juin 1850) (fille d'Alexandre Karađorđević et de Persida Nenadović)
12. Djordje de Serbie, prince de Serbie (11 octobre 1856 - 5 janvier 1889) (fils d'Alexandre Karađorđević et de Persida Nenadović)
13. Arsène de Yougoslavie, prince de Serbie (16 avril 1859 - 19 octobre 1938) (fils d'Alexandre Karađorđević et de Persida Nenadović)
14. Paul de Yougoslavie, régent de Yougoslavie (27 avril 1893 - 14 septembre 1976) (fils d'Arsen de Serbie et d'Aurora Pavlovna Demidova)  Inhumé au cimetière du Bois-de-Vaux à Lausanne en Suisse, il fut réinhumé le 6 octobre 2012 dans la crypte royale
15. Olga de Grèce, princesse de Yougoslavie (11 juin 1903 - 16 octobre 1997) (épouse de Paul de Yougoslavie)  Inhumée au cimetière du Bois-de-Vaux à Lausanne en Suisse, elle fut réinhumée le 6 octobre 2012 dans la crypte royale
16. Nicolas de Yougoslavie, prince de Yougoslavie (29 juin 1928 - 12 avril 1954) (fils de Paul de Yougoslavie et d'Olga de Grèce) Inhumé au cimetière du Bois-de-Vaux à Lausanne en Suisse, il fut réinhumé le 6 octobre 2012 dans la crypte royale
17. Zorka de Monténégro, princesse de Serbie (23 décembre 1864 - 16 mars 1890) (épouse de Pierre Ier de Serbie)  Inhumée au monastère de Cetinje au Monténégro, elle fut réinhumée des années plus tard dans la crypte royale
18. Milena de Serbie, princesse de Serbie (28 avril 1886 - 21 décembre 1887) (fille de Pierre Ier de Serbie et de Zorka de Monténégro)
19. Georges de Serbie, prince de Yougoslavie (27 août 1887 - 17 octobre 1972) (fils de Pierre Ier de Serbie et de Zorka de Monténégro)
20. Radmila Radonjić, princesse de Yougoslavie (4 juillet 1907 – 5 septembre 1993) (épouse de Georges de Serbie)
21. Andrej de Serbie, prince de Serbie (Mort-né le 16 mars 1890) (fils de Pierre Ier de Serbie et de Zorka de Monténégro)  Inhumé au monastère de Cetinje au Monténégro, il fut réinhumé des années plus tard dans la crypte royale
22. Alexandre Ier de Yougoslavie, roi des Serbes, Croates et Slovènes puis de Yougoslavie (16 décembre 1888 - 9 octobre 1934) (fils de Pierre Ier de Serbie et de Zorka de Monténégro)
23. Marie de Roumanie, reine consort des Serbes, Croates et Slovènes puis de Yougoslavie (6 janvier 1900 - 22 juin 1961) (épouse d'Alexandre Ier de Yougoslavie)  Inhumée au cimetière royal de Frogmore au Royaume-Uni, elle fut réinhumée le 26 mai 2013 dans la crypte royale
24. Tomislav de Yougoslavie, prince de Yougoslavie (19 janvier 1928 - 12 juillet 2000) (fils d'Alexandre Ier de Yougoslavie et de Marie de Roumanie)
25. André de Yougoslavie, prince de Yougoslavie (28 juin 1929 - 7 mai 1990) (fils d'Alexandre Ier de Yougoslavie et de Marie de Roumanie)  Inhumé au cimetière orthodoxe serbe à Grayslake dans l'Illinois aux États-Unis, il fut réinhumé le 26 mai 2013 dans la crypte royale
26. Pierre II de Yougoslavie, roi de Yougoslavie puis prétendant au trône de Yougoslavie (6 septembre 1923 - 3 novembre 1970) (fils d'Alexandre Ier de Yougoslavie et de Marie de Roumanie)  Inhumé au monastère orthodoxe serbe Saint-Sava à Libertyville dans l'Illinois aux États-Unis, il fut réinhumé le 26 mai 2013 dans la crypte royale
27. Alexandra de Grèce, reine consort de Yougoslavie (25 mars 1921 - 30 janvier 1993) (épouse de Pierre II de Yougoslavie)  Inhumée au cimetière royal de Tatoï en Grèce, elle fut réinhumée le 26 mai 2013 dans la crypte royale

## Maison du roi Pierre (Petrova kuća)

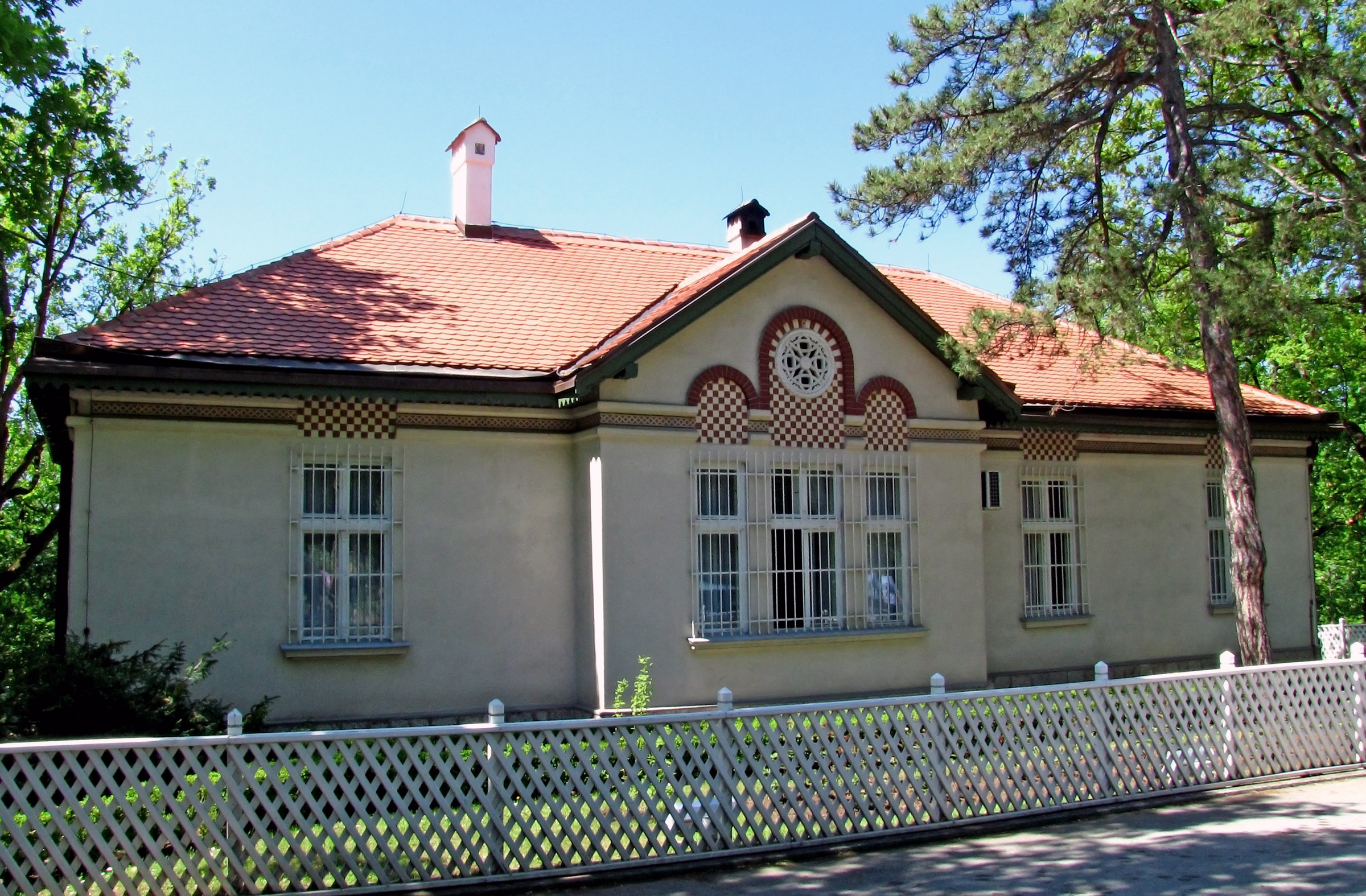
La maison du roi Pierre.